# Nati nel 1943/Settembre
| Questa pagina contiene informazioni ricavate automaticamente dalle voci biografiche con l'ausilio del template Bio e di un bot. L'aggiornamento è periodico e automatico e ricostruisce completamente la pagina. Se manca una persona in questa lista, sei pregato di non aggiungerla, ma accertati piuttosto che la sua voce biografica contenga il template Bio e che i dati anagrafici siano correttamente compilati. Se il template Bio manca, inseriscilo tu stesso o, in alternativa, metti l'avviso {{tmp\|Bio}} che ne segnala la mancanza. Se i dati riportati sono sbagliati, correggi direttamente la voce biografica; le modifiche saranno visibili in questa lista entro pochi giorni. Per chiarimenti vedi il progetto biografie. La lista contiene solo le 216 persone che sono citate nell'enciclopedia e per le quali è stato implementato correttamente il template Bio. Pagina aggiornata al 2 lug 2025. |

- 1º settembre - Gerhard Aigner, calciatore, dirigente sportivo e arbitro di calcio tedesco († 2024)
- 1º settembre - Andrés Bertolotti, ex calciatore argentino
- 1º settembre - Hank Irvine, ex tennista rhodesiano
- 1º settembre - Bill Marolt, ex sciatore alpino, allenatore di sci alpino e dirigente sportivo statunitense
- 1º settembre - Francesco Palladino, giornalista e saggista italiano
- 1º settembre - Don Stroud, attore statunitense
- 1º settembre - Thomas Tymoczko, filosofo statunitense († 1996)
- 2 settembre - Hans-Ulrich Grapenthin, ex calciatore tedesco orientale
- 3 settembre - Mohamed Chouikh, regista cinematografico e attore algerino
- 3 settembre - Tony Defries, imprenditore britannico
- 3 settembre - Ezio Guidi, giornalista, conduttore televisivo e telecronista sportivo svizzero
- 3 settembre - Roger Kolo, medico e politico malgascio
- 3 settembre - Mário da Silva Mateus, ex calciatore e allenatore di calcio portoghese
- 3 settembre - Luc Merenda, attore francese
- 3 settembre - Valery Oisteanu, poeta e artista statunitense
- 3 settembre - Valerie Perrine, attrice e ex modella statunitense
- 3 settembre - Juan Carlos Tabío, regista e sceneggiatore cubano († 2021)
- 4 settembre - Michael Ash, ex calciatore inglese
- 4 settembre - Giuseppe Gentile, ex triplista e lunghista italiano
- 4 settembre - Renato Grignaschi, fotografo italiano († 2024)
- 4 settembre - Ljubomir Mihajlović, ex calciatore jugoslavo
- 4 settembre - Marino Niola, antropologo, giornalista e divulgatore scientifico italiano
- 4 settembre - Annico Pau, politico italiano
- 4 settembre - Albert J. Raboteau, storico statunitense († 2021)
- 4 settembre - Hans Peter Rohr, ex sciatore alpino svizzero
- 5 settembre - Mike Barrett, cestista statunitense († 2011)
- 5 settembre - Giuliana Longari, personaggio televisivo italiano
- 5 settembre - Larisa Viktorova, nuotatrice sovietica
- 5 settembre - Charlie Williams, ex cestista statunitense
- 6 settembre - Francesco Biasin, vescovo cattolico e missionario italiano
- 6 settembre - Antoon Houbrechts, ex ciclista su strada belga
- 6 settembre - Richard Roberts, biochimico e biologo inglese
- 6 settembre - Bobby Saxton, allenatore di calcio e ex calciatore inglese
- 6 settembre - Roger Waters, cantautore, polistrumentista e compositore britannico
- 7 settembre - David Dein, dirigente sportivo inglese
- 7 settembre - Rocco Filippini, violoncellista svizzero († 2021)
- 7 settembre - Gloria Gaynor, cantante statunitense
- 7 settembre - Joe Hamood, cestista statunitense († 1970)
- 7 settembre - Massimo Mirani, attore e drammaturgo italiano
- 7 settembre - Dorie Murrey, ex cestista statunitense
- 7 settembre - Mario Tessuto, cantante italiano († 2024)
- 7 settembre - Lena Valaitis, cantante tedesca
- 8 settembre - Alois Bierl, ex canottiere tedesco
- 8 settembre - Michael Joseph Bransfield, vescovo cattolico statunitense
- 8 settembre - Mario Di Toro, ciclista su strada e dirigente sportivo italiano († 2019)
- 8 settembre - Mária Frank, nuotatrice ungherese († 1992)
- 8 settembre - Negasso Gidada, politico etiope († 2019)
- 8 settembre - Horst Koschka, ex biatleta tedesco
- 8 settembre - Donatella Raffai, conduttrice televisiva e giornalista italiana († 2022)
- 8 settembre - Tony Scarf, attore e stuntman italiano
- 8 settembre - Alvy Ray Smith, ingegnere e informatico statunitense
- 9 settembre - Carmelo Aliberti, poeta e critico letterario italiano
- 9 settembre - Frank Clark, ex calciatore e allenatore di calcio inglese
- 9 settembre - Bill Fay, cantautore e pianista britannico († 2025)
- 9 settembre - Art LaFleur, attore statunitense († 2021)
- 9 settembre - Keith Murdoch, rugbista a 15 neozelandese († 2018)
- 9 settembre - Tom Shippey, medievista e critico letterario britannico
- 9 settembre - Pasquale Stoppelli, filologo italiano
- 9 settembre - Hélène Vincent, attrice e regista teatrale francese
- 10 settembre - Lauro Azzolini, terrorista e brigatista italiano
- 10 settembre - Remo Bracchi, religioso, poeta e glottologo italiano († 2019)
- 10 settembre - Horst-Dieter Höttges, calciatore tedesco († 2023)
- 10 settembre - Michelangelo La Barbera, mafioso italiano
- 10 settembre - Marina Morgan, annunciatrice televisiva, conduttrice televisiva e attrice italiana
- 10 settembre - Daniel Truhitte, attore statunitense
- 10 settembre - Neale Donald Walsch, scrittore e conduttore radiofonico statunitense
- 11 settembre - Fiorenzo Alfieri, politico e scrittore italiano († 2020)
- 11 settembre - Mickey Hart, batterista, percussionista e musicologo statunitense
- 11 settembre - Hartmut Losch, discobolo tedesco († 1997)
- 11 settembre - Stefano Rossattini, politico italiano
- 11 settembre - Dieter Schubert, ex canottiere tedesco
- 11 settembre - Raymond Villeneuve, terrorista canadese
- 12 settembre - Vincenzo Bellavista, imprenditore e dirigente sportivo italiano († 2007)
- 12 settembre - Otfried Höffe, filosofo tedesco
- 12 settembre - Albert Jackson, calciatore inglese († 2014)
- 12 settembre - François Marthouret, attore, regista teatrale e regista francese
- 12 settembre - Maria Muldaur, cantautrice statunitense
- 12 settembre - Ralph Neely, giocatore di football americano statunitense († 2022)
- 12 settembre - Michael Ondaatje, scrittore e regista singalese
- 13 settembre - Luis Eduardo Aute, cantante, musicista e regista spagnolo († 2020)
- 13 settembre - Gary Garner, ex cestista e allenatore di pallacanestro statunitense
- 13 settembre - Ján Geleta, ex calciatore cecoslovacco
- 13 settembre - Bruno Pianta, etnomusicologo e musicista italiano († 2016)
- 13 settembre - Charlie Stukes, ex giocatore di football americano statunitense
- 13 settembre - Adolfo Zaldívar, politico e avvocato cileno († 2013)
- 14 settembre - George Sutor, cestista statunitense († 2011)
- 14 settembre - Ratomir Tvrdić, cestista jugoslavo († 2024)
- 14 settembre - Marcos Valle, cantante, compositore e arrangiatore brasiliano
- 14 settembre - Jean-Pierre Velly, incisore, pittore e disegnatore francese († 1990)
- 15 settembre - Claudio Argento, produttore cinematografico e sceneggiatore italiano
- 15 settembre - John Comeaux, ex cestista statunitense
- 15 settembre - Anthony Patrick Fairall, astronomo sudafricano († 2008)
- 15 settembre - Luigi Follieri, politico italiano († 2024)
- 15 settembre - Shin'ichirō Ikebe, compositore giapponese
- 15 settembre - Renato Mattarucchi, ex calciatore italiano
- 15 settembre - Derek Warfield, cantautore irlandese
- 16 settembre - Andra Akers, attrice statunitense († 2002)
- 16 settembre - Cassiano, cantautore, compositore e chitarrista brasiliano († 2021)
- 16 settembre - Valentino Di Cerbo, vescovo cattolico italiano
- 16 settembre - Sabri Fejzullahu, cantante, attore e politico albanese
- 16 settembre - Jean Forster, ex cestista australiana
- 16 settembre - Oskar Lafontaine, politico tedesco
- 16 settembre - James Alan McPherson, scrittore statunitense († 2016)
- 16 settembre - Christine Terraillon, sciatrice alpina francese († 2023)
- 16 settembre - Keiichi Noda, doppiatore giapponese
- 17 settembre - Francesco Cappelli, ex calciatore italiano
- 17 settembre - Angelo Comastri, cardinale e arcivescovo cattolico italiano
- 17 settembre - Luigi Di Majo, avvocato, attore e personaggio televisivo italiano
- 17 settembre - Samuel Durrance, astronauta e astrofisico statunitense († 2023)
- 17 settembre - Sergio Ferrari, calciatore italiano († 2016)
- 17 settembre - Gilbert & George, artista britannico
- 17 settembre - Cosimo Marco Mazzoni, giurista e saggista italiano († 2019)
- 17 settembre - Vasil Mitkov, calciatore bulgaro († 2002)
- 17 settembre - Renzo Ragonesi, ex calciatore e allenatore di calcio italiano
- 17 settembre - Carlos Sampayo, fumettista argentino
- 18 settembre - David Miller, velista canadese
- 18 settembre - Rocío Jurado, cantante e attrice spagnola († 2006)
- 18 settembre - Piero Lenzi, allenatore di calcio e ex calciatore italiano
- 19 settembre - Ezio Anesi, politico italiano († 1993)
- 19 settembre - Christl Haas, sciatrice alpina austriaca († 2001)
- 19 settembre - Danuta Matejko, ex cestista polacca
- 19 settembre - Joe Morgan, giocatore di baseball statunitense († 2020)
- 19 settembre - Jutta Paulik, ex cestista tedesca
- 19 settembre - Murilo Sebastião Ramos Krieger, arcivescovo cattolico brasiliano
- 19 settembre - Jean-Paul Thuillier, latinista e etruscologo francese
- 20 settembre - Sani Abacha, generale e politico nigeriano († 1998)
- 20 settembre - Vinicio Albanesi, presbitero italiano
- 20 settembre - Giuseppe Facchetti, giornalista e politico italiano
- 20 settembre - Luigi Fontanella, poeta, critico letterario e scrittore italiano
- 20 settembre - Rocco Vito Loreto, politico italiano
- 20 settembre - Ted Neeley, attore e cantante statunitense
- 20 settembre - Tommy Nobis, giocatore di football americano statunitense († 2017)
- 20 settembre - Shinobu Sekine, judoka giapponese († 2018)
- 20 settembre - George Sharples, calciatore inglese († 2020)
- 21 settembre - Milvia Boselli, politica italiana
- 21 settembre - Jerry Bruckheimer, produttore cinematografico e produttore televisivo statunitense
- 21 settembre - Ombretta Colli, cantante, attrice e politica italiana
- 21 settembre - David Hood, bassista statunitense
- 21 settembre - Gherardo Ortalli, storico italiano
- 22 settembre - Benedetta Barzini, modella e giornalista italiana
- 22 settembre - Toni Basil, musicista, attrice e coreografa statunitense
- 22 settembre - Tommaso Bianco, attore italiano
- 22 settembre - Maria Duss, ex sciatrice alpina svizzera
- 22 settembre - Giuseppe Festino, illustratore e disegnatore italiano
- 22 settembre - Jaak Gabriëls, politico belga († 2024)
- 22 settembre - Dale Spender, scrittrice e anglista australiana († 2023)
- 23 settembre - Steve Boone, cantautore e bassista statunitense
- 23 settembre - Mark Cejtlin, scacchista russo († 2022)
- 23 settembre - Bob Clement, politico statunitense
- 23 settembre - Rosanna Contardo, ex nuotatrice italiana
- 23 settembre - Gaby Dohm, attrice austriaca
- 23 settembre - Pietro Ferrara, politico italiano
- 23 settembre - Riccardo Gallo, economista italiano
- 23 settembre - Tony Hymas, tastierista, pianista e compositore inglese
- 23 settembre - Julio Iglesias, cantante spagnolo
- 23 settembre - Anders Kulläng, pilota di rally svedese († 2012)
- 23 settembre - Ignacio Prieto, ex calciatore cileno
- 23 settembre - Marty Schottenheimer, giocatore di football americano e allenatore di football americano statunitense († 2021)
- 23 settembre - Tanuja, attrice indiana
- 23 settembre - Vera Zamagni, storica italiana
- 24 settembre - Pierre Carteus, calciatore belga († 2003)
- 24 settembre - Randall Duk Kim, attore statunitense
- 24 settembre - Willy Favre, sciatore alpino svizzero († 1986)
- 24 settembre - Ilona Grandke, attrice e doppiatrice tedesca
- 24 settembre - Galina Magidson, ex cestista sovietica
- 24 settembre - Claudio Martelli, politico, giornalista e scrittore italiano
- 24 settembre - Dina Porat, docente, storica e scrittrice argentina
- 24 settembre - Giovanni Sacco, calciatore e allenatore di calcio italiano († 2020)
- 24 settembre - Antonio Tabucchi, scrittore, critico letterario e traduttore italiano († 2012)
- 25 settembre - Lee Aaker, attore statunitense († 2021)
- 25 settembre - Hugh Curran, allenatore di calcio e ex calciatore scozzese
- 25 settembre - Robert Gates, politico e militare statunitense
- 25 settembre - Yoav Gelber, storico israeliano
- 25 settembre - John Locke, tastierista statunitense († 2006)
- 25 settembre - Massimo Mattioli, fumettista, illustratore e scrittore italiano († 2019)
- 25 settembre - Wim Schepers, ciclista su strada olandese († 1998)
- 25 settembre - Josh Taylor, attore statunitense
- 25 settembre - Annette Van Zyl, ex tennista sudafricana
- 25 settembre - Robert Walden, attore statunitense
- 26 settembre - Bruno Bianchi, nuotatore italiano († 1966)
- 26 settembre - Tim Schenken, pilota di Formula 1 e imprenditore australiano
- 26 settembre - Jesus Carlos da Silva, ex calciatore brasiliano
- 26 settembre - Massimo Spinetti, diplomatico italiano
- 27 settembre - Randy Bachman, cantautore, chitarrista e armonicista canadese
- 27 settembre - Enrico Bertorelli, attore e doppiatore italiano († 2020)
- 27 settembre - Van Chancellor, allenatore di pallacanestro statunitense
- 27 settembre - Hervé d'Encausse, ex astista francese
- 27 settembre - Amedeo di Savoia-Aosta, imprenditore italiano († 2021)
- 27 settembre - Ann Stepan, politica statunitense († 2015)
- 27 settembre - Liisa Suihkonen, ex fondista finlandese
- 28 settembre - Salvu Bonello, ex calciatore maltese
- 28 settembre - Anne Byrne Hoffman, attrice statunitense
- 28 settembre - Hugues Dufourt, compositore e filosofo francese
- 28 settembre - Traudl Hecher, sciatrice alpina austriaca († 2023)
- 28 settembre - Bobby Hope, allenatore di calcio e calciatore scozzese († 2022)
- 28 settembre - Katsuji Tsunoda, cestista giapponese († 2011)
- 28 settembre - J. T. Walsh, attore statunitense († 1998)
- 28 settembre - Ursula Werner, attrice e doppiatrice tedesca
- 28 settembre - Masashi Ōuchi, sollevatore giapponese († 2011)
- 29 settembre - Luis Carlos Galán, giornalista, politico e economista colombiano († 1989)
- 29 settembre - Giordano Maioli, ex tennista e dirigente d'azienda italiano
- 29 settembre - Robert Nouzaret, ex calciatore e allenatore di calcio francese
- 29 settembre - Wolfgang Overath, ex calciatore e dirigente sportivo tedesco
- 29 settembre - Gary Boyd Roberts, genealogista statunitense
- 29 settembre - Hubert Skrzypczak, ex pugile polacco
- 29 settembre - Ángel Uribe, calciatore peruviano († 2008)
- 29 settembre - Lech Wałęsa, sindacalista, politico e attivista polacco
- 29 settembre - Iván Zulueta, regista cinematografico, sceneggiatore e disegnatore spagnolo († 2009)
- 30 settembre - Gemma Cruz, modella filippina
- 30 settembre - Johann Deisenhofer, biochimico tedesco
- 30 settembre - Georgi Djulgerov, regista, sceneggiatore e produttore cinematografico bulgaro
- 30 settembre - Mauricio Manzano, ex calciatore salvadoregno
- 30 settembre - Marilyn McCoo, cantante statunitense
- 30 settembre - Ian Ogilvy, attore britannico
- 30 settembre - Ibrahim al-Hamdi, militare e politico yemenita († 1977)
- 30 settembre - Lorenzo d'Avack, giurista italiano